# Tympanocryptis uniformis
Tympanocryptis uniformis är en ödleart som beskrevs av  Mitchell 1948. Tympanocryptis uniformis ingår i släktet Tympanocryptis och familjen agamer. IUCN kategoriserar arten globalt som otillräckligt studerad. Inga underarter finns listade i Catalogue of Life.